# منزل شازدة
منزل شازدة (بالفارسية: خانه شازده) هو منزل تاريخي يعود إلى عصر الدولة القاجارية، ويقع في مقاطعة بردسكن، قرية زمان أباد.